# Exalphus aurivillii
Exalphus aurivillii är en skalbaggsart som först beskrevs av Lane 1970.  Exalphus aurivillii ingår i släktet Exalphus och familjen långhorningar.
Artens utbredningsområde är:
- Guyana.
- Surinam.

Inga underarter finns listade i Catalogue of Life.